# 科德尔
科德尔是德国莱茵兰-普法尔茨州的一个市镇。总面积16.60平方公里，总人口2095人，其中男性1018人，女性1077人（2011年12月31日），人口密度126人/平方公里。